# De Do Do Do, De Da Da Da
De Do Do Do, De Da Da Da è il secondo singolo estratto da Zenyatta Mondatta, il terzo album del gruppo musicale britannico The Police. È entrato nella top ten dei singoli più venduti sia nel Regno Unito che negli Stati Uniti.

## La canzone
In un'intervista, Sting ha spiegato che la canzone parla dell'attrazione della gente verso le canzoni semplici:
«I was trying to make an intellectual point about how the simple can be so powerful. Why are our favourite songs "Da Doo Ron Ron" and "Do Wah Diddy Diddy"? In the song, I tried to address that issue. But everyone said, 'This is bullshit, child's play.' No one listened to the lyrics. Fuck you! Listen to the lyrics. I'm going to remake it again and put more emphasis on what I was talking about.»
«Stavo tentando di spiegare in maniera intellettuale come le cose semplici possano essere così potenti. Perché le nostre canzoni preferite sono "Da Doo Ron Ron" e "Do Wah Diddy Diddy"? Nella canzone ho tentato di spiegarlo. Ma tutti hanno iniziato a dire: "è una stronzata, un giochino per bambini". Nessuno ha ascoltato il testo. Fottetevi! Ascoltate il testo. Lo rifarò nuovamente e metterò più enfasi sul discorso che stavo facendo.»

## Tracce

### 7" Regno Unito
1. De Do Do Do, De Da Da Da - 4:09
2. A Sermon - 2:34

### 7" U.S.A.
1. De Do Do Do, De Da Da Da - 4:09
2. Friends - 3:35

### 7" altri Paesi
1. De Do Do Do, De Da Da Da (Versione spagnola) - 4:00
2. De Do Do Do, De Da Da Da (Versione giapponese) - 4:00

## Formazione
- Sting - voce e basso
- Andy Summers - chitarra, voce in Friends
- Stewart Copeland - batteria, chitarra in A Sermon

## Classifiche
| Classifica (1980/81) | Posizione massima |
| -------------------- | ----------------- |
| Australia            | 6                 |
| Austria              | 8                 |
| Belgio (Fiandre)     | 13                |
| Canada               | 5                 |
| Francia              | 22                |
| Germania             | 15                |
| Irlanda              | 2                 |
| Italia               | 25                |
| Nuova Zelanda        | 8                 |
| Paesi Bassi          | 10                |
| Regno Unito          | 5                 |
| Spagna               | 2                 |
| Stati Uniti          | 10                |
| Sudafrica            | 4                 |
| Svizzera             | 4                 |

## Riedizione
La canzone fu registrata nuovamente nel 1986 insieme a Don't Stand So Close to Me '86, e avrebbe dovuto essere inclusa nell'album Every Breath You Take: The Singles, ma alla fine non venne pubblicata. Fu comunque inclusa nell'edizione DTS dell'album Every Breath You Take: the Classics; questa versione rimane difficile da trovare perché le ultime stampe dell'edizione DTS non la includevano.
Le recensioni di quest'ultima versione contengono generalmente dure critiche; la canzone è tacciata di essere "sterilizzata" e "semplicemente orrenda".